# Francisca Adame Hens
Francisca Adame Hens (La Victoria, Córdoba, 4 de octubre de 1922-Córdoba, 4 de abril de 2022) fue una activista por la recuperación de la memoria histórica y poeta. Su testimonio contribuyó a reconstruir la historia de los presos esclavos del franquismo en el denominado Canal de los Presos, en el Bajo Guadalquivir. Fue condecorada en el año 2005 por el Gobierno andaluz con la Medalla de Andalucía. Tras pasar por la escuela de personas adultas, a la edad de 65 años empezó a escribir poesía.

## Biografía
Nació en la localidad cordobesa de La Victoria el 4 de octubre de 1922. Hija de Tránsito Hens y de Manuel Adame ocupaba el cuarto lugar de un total de diez hermanas y hermanos. Su padre, antiguo guardia civil y luego forestal, al estallar la Guerra Civil española en 1936, se alistó en las milicias republicanas junto con sus dos hijos mayores. A partir de ese momento comenzó una vida errante para Francisca Adame, que entonces tenía catorce años, huyendo de las bombas y formando parte de una caravana de familias de combatientes que seguían a sus seres queridos de destacamento en destacamento.   

## Trayectoria
El final de la guerra sorprendió a Adame en Ciudad Real, mientras su padre y hermanos huyeron a Alicante con la intención de tomar un barco ruso que esperaban que los sacara de España, pero que nunca llegó. Su padre y uno de sus hermanos fueron encarcelados en Valencia, mientras el otro fue obligado a alistarse en la Legión. La madre y el resto de la familia permanecieron escondidos unos días hasta que tomaron un tren de mercancías que les llevó a la localidad cordobesa de La Herrería (Fuente Palmera), donde finalmente se establecieron. Allí llegaron con lo puesto y durante mucho tiempo pasaron hambre y penurias bajo el estigma de ser considerada una familia de rojos. El hambre durante aquella época se llevó a su abuela, a su tía y a uno de sus hermanos pequeños.
Mientras tanto Manuel Adame y su hijo sufrieron un periplo carcelario que los llevó a Elche, Fuerte de San Fernando, Castillo de Santa Bárbara y tras ser condenados a muerte, al presidio de Córdoba. Francisca Adame se trasladó a la ciudad andaluza donde consiguió trabajo sirviendo en casas cercanas, lo que le permitió acudir a diario a ver a su padre y hermano presos. De estas visitas a la cárcel volvía con recados de los reclusos y cartas que escondía en sus zapatillas, asumiendo los riesgos que ello representaba y llegando a ser la conexión con el exterior para mucha de la población reclusa. 
Como documenta el historiador Francisco Moreno Gómez, las condiciones de las cárceles de Córdoba de aquellos años eran propias de un campo de exterminio. En este contexto Francisca Adame asiste al juicio donde condenan a muerte a sus familiares. Después de cuatro meses de espera a que las sentencias fueran ejecutadas, las penas de su padre y hermano fueron conmutadas por treinta y doce años respectivamente de trabajos forzados. Estos transcurrieron en el campo de concentración de Los Merinales, situado en Bellavista, Dos Hermanas (Sevilla). Los Adame condenados entraron de esta manera a formar parte de los más de diez mil presos que entre 1940 y 1962 levantaron el Canal del Bajo Guadalquivir, más conocido como Canal de Presos. Un total de 158 kilómetros en donde muchas de las tareas más penosas eran reservadas a mujeres de presos y viudas de fusilados o muertos en combate.

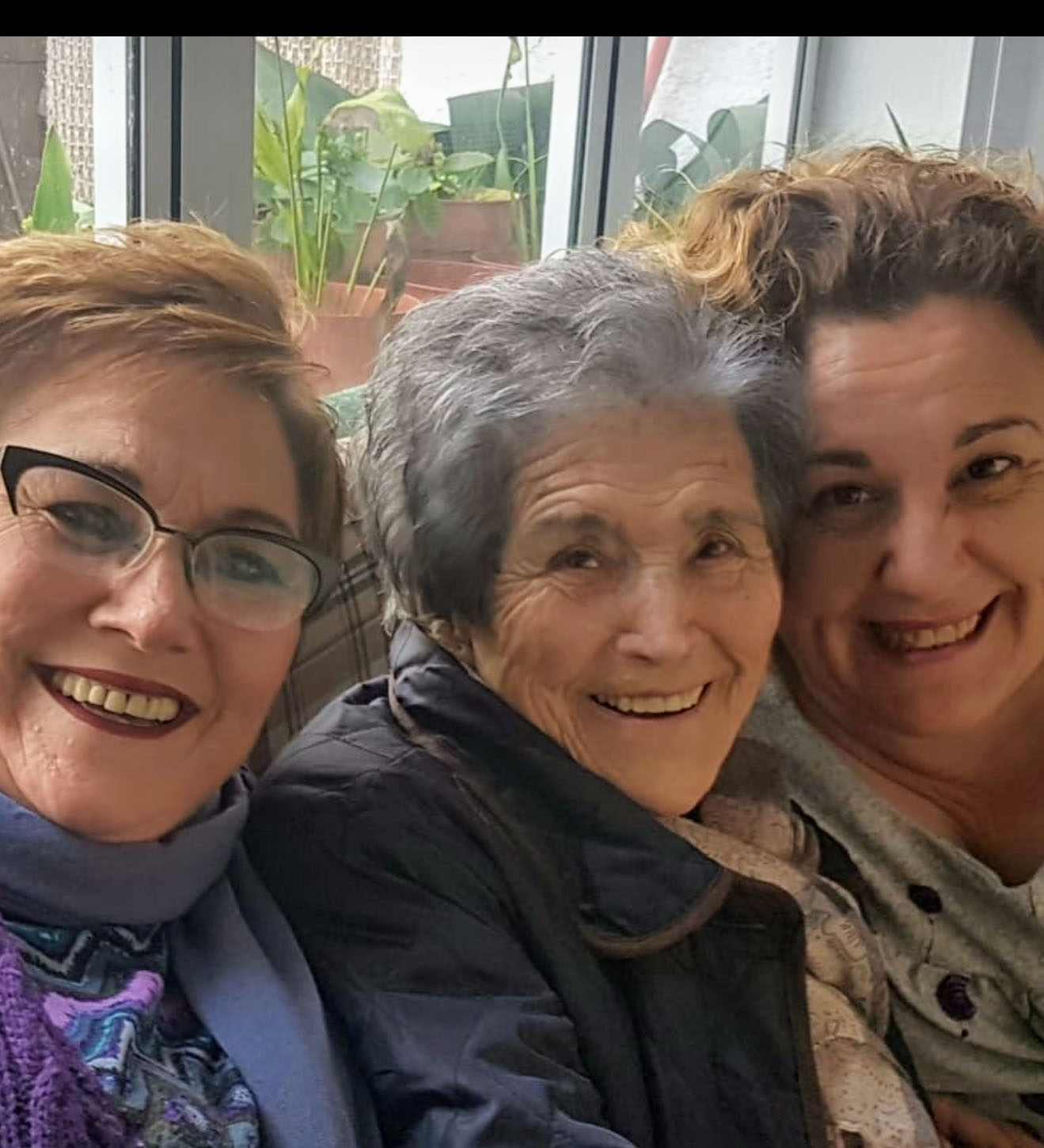
Francisca Adame Hens con sus hijas Paqui y María José en abril de 2019

En La Herrería  conoció a Manuel Guisado Mengual, con el que se casó aun a pesar de la oposición de los padres de este que no veían con buenos ojos una relación con la hija de un comunista perteneciente, además, a la familia más pobre del pueblo. El matrimonio crio a cinco hijas y dos hijos, si bien años más tarde la tragedia se cebaría con la familia con la pérdida de una de sus hijas a la edad de veintidós años.
Estuvo trabajando de jornalera y ocupándose de su familia y de su casa, y a la edad de 65 años pudo hacer realidad una de sus mayores inquietudes: ir a la escuela para personas adultas y aprender a leer y a escribir. Desde entonces plasma sobre el papel, pero también recita de memoria, lo que ella llama "cachos de mi vida": poemas sencillos e íntimamente ligados a sus vivencias. Palabras contra el olvido y el silencio en donde Francisca Adame cuenta la Guerra Civil, las penurias de los presos, de los emigrantes, de las personas mayores. Versos en donde reivindica el papel y el sufrimiento de las mujeres de presos. El resultado de esta dedicación a la poesía es un conjunto de grabaciones en donde recita sus versos y el libro Mujer, vida, poesía que publica junto con Mercedes Hens Adame y Gloria Adame Gómez.
El 4 de abril de 2022 falleció en su casa en Córdoba, por causas naturales a la edad de 99 años.

## Recuperación de la memoria histórica
El antropólogo social de la Universidad Pablo de Olavide, Ángel del Río Sánchez, coautor del libro El Canal de los Presos (1940-1962) y de diversas investigaciones para la recuperación de la memoria histórica, considera el testimonio de Francisca Adame fundamental para el proceso de reivindicación y divulgación de lo que allí sucedió. Señala, así mismo, que "su testimonio da cuenta de que la vida de las mujeres de los presos fue tan dura y tan intensa como la de los propios presos". Del Río resalta las palabras de Adame en su primer encuentro: "He estado esperando toda la vida para que viniera alguien que me escuchara". Francisca Adame, además de colaborar en esta investigación de la Universidad Pablo de Olavide, y para otros estudios académicos, ha aportado su testimonio de manera desinteresada al Banco Audiovisual de la Memoria Social de Andalucía (BAMSA) y viajado por toda Andalucía participando en más de veinte actos de difusión, homenaje y reconocimiento a los esclavos del franquismo. Sus relatos, según del Río, han estado desprovistos de odio y revanchismo, realizados con el único fin de dignificar la memoria de los suyos. Han supuesto, además, un estímulo para que otros salgan a la luz, así como para que los más jóvenes conozcan una historia silenciada.
Entre las colaboraciones más mediáticas de Adame para la difusión de la recuperación de la memoria, se encuentra el documental de Canal Sur Televisión y la Junta de Andaucía realizado en el 2004 Presos del silencio. Trabajos forzados en la España de Franco.
El 28 de febrero de 2005, con 83 años, la Junta de Andalucía concedió a Francisca Adame la Medalla de Andalucía, con la que reconoce la labor de personas e instituciones. El decreto del Ejecutivo la considera ejemplo de lucha y coraje ante la persecución padecida por su familia al término de la guerra, destaca su revictimización en tanto que hija de roja y mujer, su papel como activa militante de la Asociación para la Recuperación de la Memoria Histórica y su uso de la poesía "como arma de paz".

Francisca Adame Hens es una activa militante de la Asociación para la Recuperación de la Memoria Histórica.

Su vida es la de las niñas que perdieron dos veces la Guerra Civil Española: por ser rojas y por ser mujeres. Su ejemplo, el de cuantos se afanan, por razones de justicia histórica y sin ánimos de revancha, por rescatar del olvido a quienes perdieron la vida o la libertad, o fueron ofendidos por defender la democracia.
La historia de Señá Francisca, como la conocen en el pueblo donde vive, Fuente Palmera, es un ejemplo de lucha y coraje ante la persecución padecida por su familia al término de la guerra civil. Persecución que convirtió su infancia y juventud en un ir y venir de las cárceles y de los campos de concentración en los que durante largos años estuvieron encerrados su padre, un guardia civil que luchó con la milicia republicana, y su hermano.

Hasta los 65 años se dedicó a trabajar y a cuidar de su familia y de su casa. A esa edad pudo ir a la escuela para adultos y aprender a leer y a escribir. Desde entonces, utiliza la poesía como arma de paz para luchar contra las sombras que ahogaron su luz, para no olvidar esos años de miedo y falta de libertad, para recordarlos con la esperanza de que no vuelvan a repetirse nunca.
DECRETO 43/2005, de 22 de febrero, por el que se concede la Medalla de Andalucía a doña Francisca Adame Hens.

En el 2015 Canal Sur Televisión le dedicó un capítulo de su serie Hijos de Andalucía, un programa que narra las trayectorias de mujeres y hombres cuyas aportaciones científicas, artísticas, sociales o políticas han sido reconocidas por la Junta de Andalucía desde 1983 con el título de Hijos Predilectos y Medallas de Andalucía.
En marzo de 2019 Francisca Adame, con 96 años, fue entrevistada para el programa de televisión de La Sexta Columna titulado Cleptofranquismo: los saqueos del régimen. En este espacio, Adame describió la situación de penuria vivida por su familia y recitó un poema.